# Gabriele Pin
Gabriele Pin (Vittorio Veneto, 21 gennaio 1962) è un allenatore di calcio ed ex calciatore italiano, di ruolo centrocampista, assistente tecnico dell'Ittihad Kalba.

## Caratteristiche tecniche

### Giocatore
Centrocampista centrale, nel corso della carriera ha ricoperto indifferentemente i ruoli di mediano e regista arretrato, sistemato davanti alla difesa. Dotato di dinamismo, senso della posizione e delle geometrie del gioco, utilizzava queste doti sia in fase di contenimento che in fase di costruzione.

### Allenatore
Come assistente di Cesare Prandelli si occupa prevalentemente dell'aspetto tattico di difesa e centrocampo.

## Carriera

### Giocatore

Pin in azione alla Juventus nel 1985

Cresciuto nelle giovanili della Juventus, esordisce in prima squadra nell'ultima giornata del campionato di Serie A 1979-1980, giocando un tempo nella vittoria sulla Fiorentina per 3-0.
A partire dal 1981 viene ceduto in Serie C1, per acquisire esperienza: milita per una stagione nella Sanremese e per una nel Forlì (dove gioca insieme al futuro portiere milanista Sebastiano Rossi), prima di passare in comproprietà al Parma. Nella giovane formazione allenata da Marino Perani Pin è titolare a centrocampo, e conquista la promozione in Serie B, categoria nella quale esordisce nella stagione successiva, conclusa con la retrocessione dei ducali.
Nel 1985 fa rientro alla Juventus, dove viene impiegato come alternativa a centrocampo, e trovando spazio nelle coppe europee, per un totale di 32 presenze (di cui 21 in campionato). A fine stagione si trasferisce alla Lazio, dove rimane per sei stagioni consecutive: contribuisce alla salvezza nel campionato di Serie B 1986-1987 (nel quale i capitolini erano penalizzati di 9 punti), e nella stagione successiva conquista la promozione in Serie A. In maglia laziale colleziona complessivamente 225 presenze tra campionato e coppe, indossando anche la fascia di capitano.
Nel 1992, dopo l'acquisto del centrocampista inglese Paul Gascoigne, Pin fa ritorno al Parma, dove gioca quattro stagioni conquistando una Coppa delle Coppe, una Coppa UEFA e una Supercoppa UEFA, nel ruolo di regista arretrato che era stato di Daniele Zoratto. Posto in disparte dopo l'acquisto di Tomas Brolin, riprende il ruolo di regista in seguito a un grave infortunio del giocatore svedese nel campionato 1994-1995. Nel 1996, a 34 anni, si trasferisce al Piacenza, con il quale disputa la sua ultima stagione agonistica contribuendo con 21 presenze alla salvezza nello spareggio contro il Cagliari.

### Allenatore
Terminata la carriera come calciatore ha iniziato ad allenare nelle giovanili del Parma, e in seguito come assistente di Arrigo Sacchi e Renzo Ulivieri. Con l'arrivo di Cesare Prandelli (suo compagno nella Juventus) sulla panchina ducale si lega al tecnico di Orzinuovi con il ruolo di assistente tattico, anche nelle successive esperienze di Roma e Firenze. Dal 2010 svolge tale compito nella Nazionale italiana, e dopo le dimissioni di Prandelli lo affianca anche nelle successive esperienze.
Il 7 dicembre 2018, con la nomina di Cesare Prandelli in qualità di allenatore del Genoa, diventa vice allenatore della squadra ligure. Il 9 novembre 2020 ritorna alla Fiorentina con Prandelli.
Nel giugno 2021 accetta l'offerta del club Iraniano del Esteghlal, come vice allenatore di Farhad Majidi.

## Statistiche

### Presenze e reti nei club
Statistiche aggiornate al termine della carriera.
| Stagione        | Squadra         | Campionato      | Campionato | Campionato | Coppe nazionali | Coppe nazionali | Coppe nazionali | Coppe continentali | Coppe continentali | Coppe continentali | Altre coppe | Altre coppe | Altre coppe | Totale | Totale |
| Stagione        | Squadra         | Comp            | Pres       | Reti       | Comp            | Pres            | Reti            | Comp               | Pres               | Reti               | Comp        | Pres        | Reti        | Pres   | Reti   |
| --------------- | --------------- | --------------- | ---------- | ---------- | --------------- | --------------- | --------------- | ------------------ | ------------------ | ------------------ | ----------- | ----------- | ----------- | ------ | ------ |
| 1979-1980       | Juventus        | A               | 1          | 0          | CI              | 0               | 0               | CdC                | 0                  | 0                  | -           | -           | -           | 1      | 0      |
| 1980-1981       | Juventus        | A               | 0          | 0          | CI              | 0               | 0               | CU                 | 0                  | 0                  | -           | -           | -           | 0      | 0      |
| 1981-1982       | Sanremese       | C1              | 22         | 1          | CI-C            | ?               | ?               | -                  | -                  | -                  | -           | -           | -           | 22+    | 1+     |
| 1982-1983       | Forlì           | C1              | 22         | 5          | CI-C            | ?               | ?               | -                  | -                  | -                  | -           | -           | -           | 22+    | 5+     |
| 1983-1984       | Parma           | C1              | 29         | 6          | CI-C+CI-C       | 4+?             | 0+?             | -                  | -                  | -                  | -           | -           | -           | 33+    | 6+     |
| 1984-1985       | Parma           | B               | 38         | 1          | CI              | 5               | 1               | -                  | -                  | -                  | -           | -           | -           | 43     | 2      |
| 1985-1986       | Juventus        | A               | 21         | 1          | CI              | 7               | 1               | CC                 | 4                  | 1                  | CInt        | 0           | 0           | 32     | 3      |
| Totale Juventus | Totale Juventus | Totale Juventus | 22         | 1          |                 | 7               | 1               |                    | 4                  | 1                  |             | 0           | 0           | 33     | 3      |
| 1986-1987       | Lazio           | B               | 38+2       | 2+0        | CI              | 5               | 0               | -                  | -                  | -                  | -           | -           | -           | 45     | 2      |
| 1987-1988       | Lazio           | B               | 36         | 2          | CI              | 5               | 0               | -                  | -                  | -                  | -           | -           | -           | 41     | 2      |
| 1988-1989       | Lazio           | A               | 27         | 2          | CI              | 9               | 1               | -                  | -                  | -                  | -           | -           | -           | 36     | 3      |
| 1989-1990       | Lazio           | A               | 31         | 6          | CI              | 2               | 0               | -                  | -                  | -                  | -           | -           | -           | 33     | 6      |
| 1990-1991       | Lazio           | A               | 32         | 2          | CI              | 2               | 0               | -                  | -                  | -                  | -           | -           | -           | 34     | 2      |
| 1991-1992       | Lazio           | A               | 32         | 1          | CI              | 4               | 0               | -                  | -                  | -                  | -           | -           | -           | 36     | 1      |
| Totale Lazio    | Totale Lazio    | Totale Lazio    | 196+2      | 15         |                 | 27              | 1               |                    | -                  | -                  |             | -           | -           | 225    | 16     |
| 1992-1993       | Parma           | A               | 33         | 0          | CI              | 5               | 0               | CdC                | 9                  | 0                  | SI          | 1           | 0           | 48     | 0      |
| 1993-1994       | Parma           | A               | 22         | 0          | CI              | 8               | 0               | CdC                | 7                  | 0                  | SU          | 2           | 0           | 39     | 0      |
| 1994-1995       | Parma           | A               | 23         | 1          | CI              | 8               | 0               | CU                 | 10                 | 0                  | -           | -           | -           | 41     | 1      |
| 1995-1996       | Parma           | A               | 20         | 1          | CI              | 0               | 0               | CdC                | 4                  | 0                  | SI          | 0           | 0           | 33     | 6      |
| Totale Parma    | Totale Parma    | Totale Parma    | 165        | 9          |                 | 30+             | 1               |                    | 30                 | 0                  |             | 3           | 0           | 228    | 10     |
| 1996-1997       | Piacenza        | A               | 21+0       | 0          | CI              | 1               | 0               | -                  | -                  | -                  | -           | -           | -           | 22     | 0      |
| Totale carriera | Totale carriera | Totale carriera | 450        | 31         |                 | 65+             | 3+              |                    | 34                 | 1                  |             | 3           | 0           | 552    | 35+    |

## Palmarès

### Giocatore

#### Competizioni nazionali
- Campionato italiano: 2

Juventus: 1980-1981, 1985-1986
- Campionato italiano di Serie C1: 1

Parma: 1983-1984

#### Competizioni internazionali
- Coppa Intercontinentale: 1

Juventus: 1985
- Coppa delle Coppe: 1

Parma: 1992-1993
- Supercoppa UEFA: 1

Parma: 1993
- Coppa UEFA: 1

Parma: 1994-1995